# V342 Возничего
V342 Возничего (лат. V342 Aurigae) — одиночная переменная звезда в созвездии Возничего на расстоянии (вычисленном из значения параллакса) приблизительно 11072 световых лет (около 3394 парсеков) от Солнца. Видимая звёздная величина звезды — от +13,4m до +12,6m.

## Характеристики
V342 Возничего — красная углеродная пульсирующая полуправильная переменная звезда (SR:) спектрального класса C. Эффективная температура — около 3301 K.